# فرشینه بایو

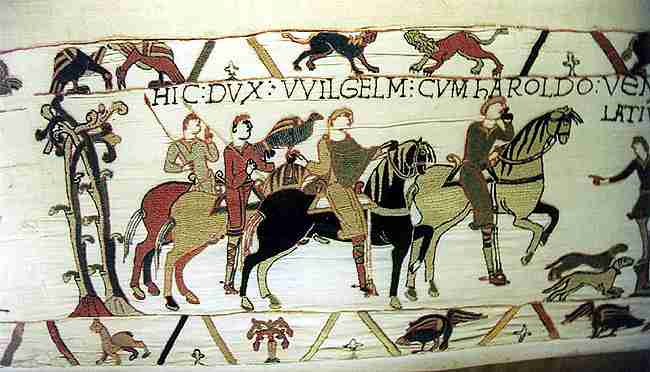
بخشی از فرشینه بایو

فرشینه بایو (به فرانسوی: Tapisserie de Bayeux) یکپارچه گل‌دوزی و نه فرشینه‌ای واقعی است که رویدادهای منجر به تسخیر انگلستان توسط نورمن‌ها در سده یازده میلادی را به تصویر کشیده و بیشتر دربارهٔ ویلیام فاتح، هارولد گادوینسن و سرانجامِ نبرد هیستینگز است.
این پرده نزدیک به ۷۰ متر طول دارد و با تکنیک سوزن‌دوزی بافته شده‌است. هم‌اکنون به دلیل گذشت زمان در اثر پوسیدگی فقط قسمتی از آن باقی‌مانده است.